# Italus
Italus è un pino loricato (Pinus heldreichii) sito nel Parco nazionale del Pollino in Calabria. Con un'età stimata di circa 1230 anni è considerato tra gli alberi più antichi d'Europa ancora in vita ed è il più antico la cui età sia stata scientificamente accertata.
Si trova sul versante meridionale della Serra delle Ciavole a circa 1900 metri sul livello del mare, anche se la sua posizione esatta è stata mantenuta segreta per poterne facilitare la tutela.

## Storia
L'albero è stato scoperto nel 2017 nell'ambito di una ricerca condotta dal Parco nazionale del Pollino e dall'Università degli Studi della Tuscia sulla dendrocronologia del pino loricato, una specie della famiglia delle pinacee diffusa prevalentemente nella penisola balcanica oltre che sull'Appennino calabro-lucano e nota per la sua crescita in ambienti difficili come i pendii rocciosi. Dopo la sua scoperta il team di ricercatori dell'ateneo, in collaborazione con l'Università del Salento, ha proceduto alla datazione al radiocarbonio di alcuni anelli di accrescimento delle radici e del tronco grazie all'acceleratore di particelle Tandetron, messo a disposizione dall'università salentina; la classica dendrocronologia non poteva infatti essere sufficiente a causa di una cavità presente al centro del tronco. Attraverso le analisi i ricercatori hanno stabilito che l'albero ha un'età accertata di circa 1230 anni, essendo stato impiantato nella seconda metà dell'VIII secolo; è stato inoltre individuato un aumento anomalo del radiocarbonio intorno al 993-994, causato probabilmente da un evento di Miyake. La datazione di Italus ha superato di circa 150 anni Adonis, un altro pino loricato in Grecia settentrionale che fino ad allora era considerato l'albero più antico d'Europa.
Per la scelta del nome i ricercatori si sono ispirati alla mitologia locale, scegliendo il nome latino Italus, associato ad un personaggio mitologico che avrebbe regnato sul popolo degli Enotri o dei Siculi e dal cui nome sarebbe probabilmente derivato il toponimo Italia.
La posizione esatta dell'albero è stata appositamente tenuta segreta per poterne garantire una maggiore tutela da un eventuale turismo di massa, probabilmente anche in considerazione dell'incendio doloso che nel 1993 distrusse lo Zio Peppe, un altro pino loricato simbolo del Parco nazionale del Pollino. Si sa solamente che si trova sul versante meridionale della Serra delle Ciavole su un pendio roccioso e scosceso, al riparo da incendi e fulmini, ad un'altitudine di circa 1900 metri sul livello del mare.